# Bob Cunningham (Musiker)
Bob Cunningham (* 28. Dezember 1934 in Cleveland; † 1. April 2017 in New York City) war ein US-amerikanischer Jazz-Bassist und Komponist.

## Leben und Wirken
Cunningham begann seine Musikerkarriere in lokalen Bands seiner Heimatstadt; 1960 ging er nach New York City. 1961 spielte er bei Dizzy Gillespie, mit dem er auf dem Monterey Jazz Festival auftrat, und wirkte an Aufnahmen von Bill Hardman und Eric Dolphy mit.  Er arbeitete dann mit Ken McIntyre (1963), Walt Dickerson (1965), Frank Foster (1965/66), Junior Mance, Freddie Hubbard (Backlash, 1966), dem Jazz Composer’s Orchestra (1968) und Gary Bartz (1969). Anfang der 1970er Jahre spielte er sechs Jahre bei Yusef Lateef; Ende der 1970er begann er mit eigenen Formationen zu arbeiten, in denen u. a. Bernard Purdie, Alvin Queen und Melvin Sparks spielten. 1985 nahm er für das Label Nilva Records  das Album Walking Bass auf.
1982/83 spielte er u. a. mit Phil Bowler, Rufus Reid, Fred Hopkins und Thurman Barker im World Bass Violin Ensemble; außerdem begleitete er die Sängerin Jann Parker bei ihren Clubaufritten. Als Komponist arbeitete Cunningham mehrmals mit Choreographen und Schriftstellern zusammen. Er schrieb u. a. Musik zu dem Tanz-Drama Musical Safari in Living Colour.

## Diskographische Hinweise
- Walt Dickerson: Impressions of a Patch of Blue (Verve, 1965)
- Frank Foster: Soul Outing! (OJC, 1966)
- Dizzy Gillespie: An Electrifying Evening with the Dizzy Gillespie Quintet (Verve, 1961)
- Jazz Composers Orchestra: Communications (JCOA, 1968)
- Ken McIntyre: The Complete United Artists Sessions (Blue Note, 1962/63)